# Pamialluk
Pamialluk [pamiˈaɬːuk] (nach alter Rechtschreibung Pamiagdluk) ist eine wüst gefallene grönländische Siedlung im Distrikt Nanortalik in der Kommune Kujalleq.

## Lage
Pamialluk liegt am äußersten Ende der großen gleichnamigen Insel zwischen dem Torsukattak, dem Anorliuitsup Imaa und dem Pamialluup Kujatinngua. Pamialluk befindet sich im Inneren einer langen schmalen Bucht. Der Name nimmt Bezug auf die Lage auf der Insel. 15 km nordwestlich liegt Narsarmijit.

## Geschichte
Pamialluk wurde 1848 als Udsted gegründet. Der Ort war ursprünglich Teil der Herrnhuter Brüdergemeine. Im Sommer zog die Bevölkerung nach Nunarsuaq, wo der Udstedsverwalter eine weitere eigene Wohnung hatte.
Ab 1911 war Pamialluk eine eigene Gemeinde, der noch die Wohnplätze Narsarmijit und Anorliuitsoq angehörten. Sie war Teil des 1. Landesratswahlkreises Südgrönlands.
1919 lebten 54 Personen im Ort. Zu diesem Zeitpunkt existierten neben acht Wohnhäusern eine 1865 errichtete Wohnung für den Udstedsverwalter, ein 1848 errichtetes Speckhaus, ein Proviantladen von 1872, eine Fassbinderei mit Laden von 1898 und eine 25 m² große Kapelle. Die meisten dieser Gebäude waren aus Stein errichtet, lediglich der Proviantladen und die Kapelle waren hölzern. Unter den Bewohnern waren sieben Jäger, der Udstedsverwalter und ein Katechet. Die Bevölkerung lebte fast ausschließlich von der Robbenjagd.
1923 wurde Pamialluk aufgegeben. Stattdessen wurde der Udsted Aappilattoq gegründet und die Schulkapelle dorthin versetzt. 1925 wurde die Gemeinde Pamialluk durch die Gemeinde Aappilattoq ersetzt.